# Instituto Nicolas Berggruen
O Instituto Nicolas Berggruen (NBI) é um think tank dedicado ao estudo comparativo e à concepção de sistemas de governação adaptados aos desafios do século XXI. Tem por objectivo integrar as novas possibilidades da era da informação com as boas práticas características das administrações eficientes e meritocráticas da Ásia e o controlo da responsabilidade política característico do Ocidente. A sociedade do conhecimento habilita e exige uma comunidade inteligente, uma democracia inteligente e um governo inteligente.

## Equipa do NBI
Nicolas Berggruen – Presidente
Dawn Nakagawa – Directora executiva
Nathan Gardels – Assessor sénior

## Projectos do NBI
O Instituto Nicolas Berggruen desenvolve projectos através de grupos de trabalho formados por líderes de diversos âmbitos que elaboram recomendações para a reforma da governação num contexto específico. Alguns dos seus projectos incluem:

### The Council for the Future of Europe
O Council for the Future of Europe é um grupo de pesquisa e reflexão, fundado pelo Berggruen Institute para debater e defender formas de fazer a Europa progredir de forma unida. O Conselho é presidido pelo ex Primeiro Ministro da Itália, Mario Monti. Seus membros incluem ex-chefes de estado Tony Blair (GB), Gerhard Schröder (Alemanha), Felipe González (Espanha), Romano Prodi (Itália), Matti Vanhanen (Finlândia), Guy Verhofstadt (Bélgica), Franz Vranitzky (Áustria), e Marek Belka (Polônia); os economistas Joseph Stiglitz, Michael Spence, Robert Mundell, Jean Pisani-Ferry, Nouriel Roubini, e Otmar Issing; os CEOs Mohamed El-Erian e Juan Luis Cebrián; os acadêmicos Niall Ferguson e Anthony Giddens; o ex-presidente da Comissão Europeia Jacques Delors; o ex-chefe do Comitê Internacional da Cruz Vermelha Jakob Kellenberger, o Diretor-Geral da OMC (Organização Mundial do Comércio) Pascal Lamy; o presidente da Goldman Sachs e ex-diretor da OMC Peter Sutherland; o ex-chefe do Deutsche BundesbankAxel Weber; a membra do Conselho Federal Suíço Doris Leuthard; e o homem de negócios francês Alain Minc. O grupo defende uma maior integração política da Europa, que teria a forma de uma maior consolidação fiscal dentro dela, maiores poderes ao Banco Central Europeu, e o engajamento dos cidadãos europeus.
Em outubro de 2012, o conselho patrocinou um fórum em Berlim, intitulado ’’A Europa Além da Crise’’ Entre seus participantes estavam os ex-chanceleres alemães Gerhard Schröder e Helmut Schmidt, o ministro das Finanças alemão, Wolfgang Schäuble, o ministro das Finanças francês, Pierre Moscovici, o Presidente do Parlamento Europeu Martin Schulz, e o Presidente Executivo do Google, Eric Schmidt. Um dos principais temas abordados no fórum foi o apelo a uma maior integração europeia. Em um discurso ao fórum, o ex-primeiro-ministro Tony Blair declarou que era necessária "uma grande medida de união política" na Europa, a fim de resolver a crise da Zona do Euro, afirmando que "se as estruturas da zona do Euro acabarem com uma Europa que é fundamentalmente dividida politicamente e economicamente, ao invés de uma Europa com uma definição política que acomode diferentes níveis de integração dentro dela, a União Europeia, tal como a conhecemos, estará em rota de colisão." O fórum também contou com uma palestra do financista George Soros, que discutiu como uma falha na resposta à crise pode colocar a Europa em risco de se tornar um sistema permanente de dois níveis, com países credores e devedores. O investidor David Bonderman, ex-primeiro-ministro paquistanêsShaukat Aziz, a ex-chefe do Conselho de Assessores Econômicos do Presidente Clinton, Laura Tyson, e o presidente executivo do Google, Eric Schmidt, também advertiram que a incerteza política da Europa ameaça seu futuro econômico. Em um discurso para os presentes no fórum, o ex-chanceler alemão Gerhard Schröder pediu que a Europa adote reformas para superar a crise, semelhantes às reformas da Agenda 2010, que ele instituiu na Alemanha.
Em maio de 2013, o conselho organizou outro fórum, desta vez em Paris. O foco do fórum era abordar alta taxa de desempregoentre os jovens europeus. O presidente francês François Hollande fez o discurso de abertura do conselho, pedindo ações urgentes para enfrentar a crise. O ponto central do evento foi a lançamento de uma "Iniciativa de Crescimento para a Europa", que foi elaborada pelos ministérios franceses e alemães, em conjunto com o Berggruen Institute. A iniciativa apresentou três elementos principais, incluindo uma "garantia de juventude", que prometeu emprego, aprendizagem, e educação continuada para jovens fora da escola ou desempregados, aumentando a mobilidade geográfica dos jovens por meio de subsídios de viagens para estudar e aprender novas habilidades em outros países europeus; assim como a expansão do crédito para empresas de pequeno e médio portes, que são tradicionalmente mais propensas a empregar jovens.

### 21st Century Council
O Conselho do Século XXI é um comitê organizado pelo Berggruen Institute sobre Governo, dedicado à reforma do governo global. O Conselho é presidido pelo ex Presidente do Mexico, Ernesto Zedillo. Composto por ex-Chefes de Estado, prêmios Nobel e empresários globais, seu foco atual é acompanhar o G-20 para recomendar revisões sobre o mercado político, econômico e financeiro. O comitê apresentou suas recomendações ao presidente Sarkozy da França no outono de 2011, antes da Cúpula do G-20 em Cannes, bem como em maio de 2013 ao presidente Calderón antes da Cúpula do G-20 no México.
No encontro do México, em 2012, o Conselho mencionou a crise na zona do Euro. Ele argumentou que a Europa vive um dilema: sua desintegração ou uma mudança para uma união fiscal e econômica mais forte. Felipe González, ex-premiê da Espanha, disse que um sentimento de dor e frustração pairava sobre a Europa, e que deveria haver um maior equilíbrio entre as exigências e políticas de austeridade que estimulassem o crescimento de curto prazo. O Conselho disse que a incapacidade de coordenar políticas de crescimento macroeconômicas e uma falta de estratégias comuns ameaçavam trazer uma nova crise financeira à Europa. O Conselho também reafirmou a ênfase do Presidente mexicano Calderón ao ’’crescimento verde’’, comentando que a falta de uma estrutura global sobre mudanças climáticas inibiam a decolagem da economia de energia limpa. O Conselho propôs que uma teia de redes nacionais e regionais fosse usada para fornecer bens públicos globais, tais como o crescimento com baixa emissão de carbono para combater as mudanças climáticas. Outra ideia discutida foi unir as Regiões R20 de Ações Climáticas com as metas do G-20 sobre mudanças climáticas. A esperança é que, mesmo que as medidas sobre mudanças climáticas sejam deixadas de lado a nível global ou nacional, as regiões possam seguir em frente e progredir com as metas. Agustín Carstens, Presidente do Banco do México, falou sobre alterar a participação dos votos no Fundo Monetário Internacional para refletir a importância cada vez maior dos mercados emergentes nos resultados econômicos globais.
No final de janeiro de 2013, quando o Conselho se reuniu em Zurique, alguns de seus membros mostraram frustração com a falta de eficácia que caracterizou o processo do G-20. Para solucionar esse assunto, o Conselho recomendou as seguintes alterações:
- UMA MAIORIA QUALIFICADA OU COM ’’ARQUITETURA ABERTA’’ AO INVÉS DE CONSENSO | O procedimento do G-20 deveria tomar suas decisões com uma maioria qualificada em todos os assuntos, ao invés de um consenso. Outra alternativa seria uma ’’arquitetura aberta’’ na votação, que permitiria a formação de uma ’’coligação de desejos’’, que variasse de decisão política em decisão política.
- UM SECRETARIADO PERMANENTE | Devido ao fato dos chefes do G-20 serem trocados a cada sucessão, há pouca continuidade. Para se evitar essa tendência, um secretariado permanente seria criado. Esse secretariado - que coordenaria os chefes do G-20 atuais, anteriores e futuros - seria presidido por uma pessoa internacionalmente confiável e de renome.
- FOCO E CONFERÊNCIAS MINISTERIAIS | Deve haver foco nos itens principais 1-3 em cada cúpula. Tudo isso, e o trabalho de preparação dos itens principais, pode ser feito em conferências ministeriais do G-20 por todo o ano. O objetivo é tanto dispensar os assuntos técnicos, porém menos importantes, enquanto se liberta a agenda do líder da cúpula para que o mesmo se concentre nos itens mais importantes e críticos.
- SEMINÁRIOS PENSE LONGE | A cada ano, o presidente do G-20 organizaria seminários ’’pense longe’’, sobre assuntos ainda não colocados na mesa, mas críticos na solução do governo global no longo prazo. Eles poderiam incluir assuntos como um novo sistema monetário global, redefinir a forma de cálculo do PIB ou de comércio, energia, etc. Para aumentar a legitimidade do G-20, estados não-membros, assim como acadêmicos e a sociedade civil, seriam convidados para esses seminários.[23]

Os membros deste grupo, além de Nicolas Berggruen, são:
- Nouriel Roubini - Economista
- Mohamed A. El-Erian - Conselheiro delegado da PIMCO
- Gerhard Schröder - Ex-chanceler da Alemanha
- Juan Luis Cebrián - Conselheiro delegado da PRISA
- Michael Spence - Economista e Prémio Nobel
- Joseph Stiglitz - Economista e Prémio Nobel
- Felipe Gonzalez - Ex-presidente do Governo de Espanha[25]
- Pascal Lamy - Director Geral da Organização Mundial do Comércio (OMC)
- Alain Minc - Escritor e assessor político
- Shaukat Aziz - Ex-primeiro-ministro do Paquistão
- Festus Mogae - Ex-presidente do Botswana
- Dambisa Moyo - Economista e escritora
- Gordon Brown - Ex-primeiro-ministro do Reino Unido
- Elon Musk - Empreendedor e inventor
- Fernando Henrique Cardoso - Ex-presidente do Brasil
- Pierre Omidyar - Empreendedor e filantropo
- Raghuram Rajan - Economista
- Jack Dorsey - Fundador do Twitter
- Eric Schmidt - Presidente do Google
- Francis Fukuyama - Politólogo e filósofo
- Peter Schwartz - Co-fundador e presidente da Global Business Network
- Amartya Sen - Prémio Nobel
- John Gray - Professor e escritor
- Jeff Skoll - Filantropo e empreendedor social
- Reid Hoffman - Presidente executivo do LinkedIn
- Fred Hu - Presidente e fundador do Primavera Capital Group
- Arianna Huffington - Fundadora do The Huffington Post
- Lawrence Summers - Economista
- Chad Hurley - Empreendedor e co-fundador do YouTube
- Laura D. Tyson - Economista
- Mohamed "Mo" Ibrahim - Especialista global em comunicações móveis
- Wu Jianmin - Diplomata
- Alexei Kudrin - Economista
- George Yong-Boon Yeo - Ex-primeiro-ministro de Singapura
- Fareed Zakaria - Jornalista e escritor
- Eric Li - Fundador e director executivo de Chengwei Capital
- Ernesto Zedillo - Ex-presidente do México
- Kishore Mahbubani - Diplomata e professor
- Ahmed Zewail - Prémio Nobel
- Paul Martin - Ex-primeiro-ministro do Canadá
- Zheng Bijian - Decano da Escola Central do Partido Comunista da China
- Ricardo Lagos - Ex-presidente do Chile
- Nathan Gardels - Assessor sénior do Instituto Nicolas Berggruen
- Jendayi E. Frazer - Especialista em assuntos africanos
- Walter Isaacson - Presidente do Aspen Institute

### The Think Long Committee for California[26]
O Comitê Pense Longe para a Califórnia busca oferecer uma abordagem simples para reparar e renovar o sistema de governo falido da Califórnia, propondo políticas e instituições vitais para o futuro de longo prazo do estado. O Comitê Pense Longe para a Califórnia envolve um grupo político bi-partidário desde sua criação.
Os membros do Comitê Pense Longe para a Califórnia coordenam toda a parte ideológica. Ex-Secretários de Estado Republicanos George Schultz e Condoleezza Rice, os Democratas Willie Brown e Gray Davis, o Presidente Executivo do Google, Eric Schmidt e o filantropo de Los Angeles Eli Broad aparecem no comitê. Arnold Schwarzenegger, na época Governador da Califórnia, participou no primeiro encontro.
Em novembro de 2011, o Comitê Pense Longe publicou um relatório, A Blueprint to Renew California: Report and Recommendations (Um Plano para Renovar a Califórnia: Relatório e Recomendações). O centro da proposta, de acordo com Berggruens e com o conselheiro sênior Nathan Gardels, veio em três partes:
1. ’’Fortalecimento local: devolver o poder de decisão e recursos de Sacramento para, quando conveniente, as localidades e regiões onde a economia real funciona e o governo é mais próximo das pessoas - sendo mais aberto, flexível e responsável. Ajudando a cobrir os custos de desenvolvimento da segurança pública do estado para os condados, nosso plano também ajudará a reduzir os alto custos associados com as prisões - onde atualmente gastamos mais do que com educação superior. O plano Pense Longe dedicaria anualmente novas rendas aos condados para segurança pública, infraestrutura e outros usos, decididos a nível local.
2. Um grupo de observação composto por cidadãos independentes: criar um grupo de observação independente para o interesse público no longo prazo como equilíbrio para a mentalidade e cultura política de interesses especiais de curto prazo que dominam Sacramento. Este Conselho de Cidadãos, imparcial e apartidário, para Prestação de Contas do Governo, que teria poderes para colocar iniciativas diretamente em votação para aprovação pública, garantirá que as prioridades públicas - excelência em educação, infraestrutura de qualidade, qualidade de vida sustentada, oportunidades de bons empregos e o fortalecimento de uma classe média vibrante, através do aumento da competitividade do estado na atual economia global - continuem no topo da agenda das políticas públicas de longo prazo. Como uma qualidade apolítica do corpo de controle de qualidade, o Conselho de Cidadãos garantirá que os contribuintes californianos tenham seu ’’retorno sobre o investimento’’.
3. Um sistema tributário moderno e amplo: atualizar o sistema tributário da Califórnia para reproduzir a composição real de nossa moderna economia de serviços e informações, fornecendo um sistema tributário estável, amplo, que seja sustentável no longo prazo.’’[30]

Além de Berggruen, os membros do comité são:
- Eli Broad - Co-fundador da Kaufman and Broad e filantropo
- Willie Brown - Ex-mayor de São Francisco
- Gray Davis - Ex-governador da Califórnia
- Maria Elena Durazo - Secretária-executiva e tesoureira da Los Angeles County Federation of Labor
- Ronald M. George - Ex-membro do Supremo Tribunal da Califórnia
- Antonia Hernandez - Presidente da California Community Foundation
- Robert Hertzberg - Ex-porta-voz da Assembleia do Estado da Califórnia
- Gerry Parsky - Ex-vice-secretário do Departamento do Tesouro para Assuntos Internacionais
- Condoleezza Rice - Ex-secretária de Estado
- Eric Schmidt - Presidente do Google
- Terry Semel - Ex-conselheiro-delegado da Warner Bros. e da Yahoo!
- George P. Shultz - Ex-secretário de Estado
- Laura Tyson - Ex-presidente do Conselho de Assessores Económicos
- David Bonderman - Sócio-fundador da TPG Capital

Matt Fong, ex-tesoureiro do Estado da Califórnia, foi membro até à data da sua morte, em 2011.

## Delegações
O NBI tem, actualmente, escritórios em Los Angeles, Nova Iorque e Berlim.